# Der Schuß
Der Schuß ist ein US-amerikanischer Film-Noir-Thriller des Hollywood-Veteranen Mervyn Le Roy, dessen letzte Regiearbeit dies war. Die Hauptrollen spielten Jean Seberg, Arthur Hill als ihr Ehemann und die kurz zuvor dank ihrer Mitwirkung (als Pussy Galore) in Goldfinger zu frischem Filmruhm gekommene Britin Honor Blackman. Die Geschichte basiert auf der Kurzgeschichte Laughs with a Stranger von Alec Coppel, der auch am Drehbuch beteiligt gewesen war.

## Handlung
Die noch recht junge Amerikanerin Kay Stanton lebt mit ihrem Ehemann, dem Psychiater Neil Stanton, und beider Sohn Timmy in einem wunderschön gelegenen Haus an der Côte d’Azur. Dort hat sich Neil eine Auszeit genommen, beruflich bedingte Vortragsreisen führen ihn allerdings recht häufig fort von Heim und Herd. Die alleingelassene Kay lernt in dieser Zeit den jungen Marinefähnrich Mark, einen Landsmann, kennen und beginnt mit ihm eine Affäre. Rasch begreift Kay ihren Fehler, und da sie ihren Gatten eigentlich sehr liebt, will sie die Liaison auch wieder beenden. Darüber kommt es zu einem heftigen Streit mit Mark, und es fällt der titelgegebende Schuss, mit dem Kay den Liebhaber ohne Tötungsabsicht niederstreckt. Die Ehebrecherin ergreift daraufhin die Panik, und sie will den mutmaßlich toten Körper so schnell wie möglich loswerden. Sie wagt es, die Nachbarin Daphne, mit der sie eine Freundschaft aufgebaut hat, um Hilfe zu bitten. Beide beschließen, Marks „Leichnam“ in eine unwegsame Schlucht zu werfen. Und so geschieht es.
Bei der ortsansässigen Polizei geht derweil ein anonymer Telefonanruf ein, der auf eine Leiche in eben jener Schlucht hinweist. Tage vergehen. Kay ist beunruhigt, dass in den Zeitung keine Meldung über einen namenlosen Toten, der in der Wildnis aufgefunden wurde, zu lesen ist. Irritiert begibt sie sich noch einmal an die Ablagestelle, doch dort ist weit und breit kein toter Körper zu finden. Derweil wird der mittlerweile heimgekehrte Neil von dem Polizeiinspektor De Fargo gebeten, sich eines Falles von Amnesie anzunehmen: Ein von einer Schussverletzung gezeichneter Mann ist aufgetaucht, der sich an rein gar nichts mehr erinnern kann, und man erhofft sich von Neil, dass er dem Unbekannten wieder auf die Erinnerungs-Sprünge helfen kann. Bei dem Unbekannten handelt es sich tatsächlich um Mark, der sich vom Schuss langsam erholt. Die polizeilichen Ermittlungen führen schließlich zu Kay, die sich bei der Befragung angesichts der Konfrontation mit dem Totgeglaubten verstört zeigt. Als Mark allmählich seine Erinnerung wiedererlangt, verrät er jedoch seine einstige Geliebte nicht. Er reist stattdessen in die USA heim. Neil erahnt die Zusammenhänge und schweigt ebenfalls, da er erkennt, wie sehr ihn seine Frau liebt.

## Produktionsnotizen
Gedreht im Frühling und Sommer 1965 an mehreren südfranzösischen Drehorten rund um die Côte d’Azur (Außenaufnahmen) sowie in Hollywood (Studioaufnahmen), wurde Der Schuß in Miami am 27. Januar 1966 uraufgeführt. Die deutsche Premiere fand am Tag darauf statt.
Alexander Golitzen und Al Sweeney gestalteten die Filmbauten, Yves Saint-Laurent entwarf Jean Sebergs Garderobe. Joseph Gershenson übernahm die musikalische Leitung. Bud Westmore war der Maskenbildner.

## Kritiken
Le Roys inszenatorischer Schwanengesang erhielt durchwachsene Bewertungen. Nachfolgend vier Beispiele:
Die New York Times nannte den Film “einen dieser mittelguten Spannungsdramen, die etwas Besonderes hätten sein sollen. Wenn diese Universal-Veröffentlichung … nur Alfred Hitchcock anstelle von Mervyn LeRoy als Regisseur gehabt hätte. Sie hat auf jeden Fall eine schmucke kleine Besetzung, angeführt von Jean Seberg, Honor Blackman und Arthur Hill. Die Hintergründe der Côte d’Azur, vor allem die verlockenden kleinen Bergdörfer hinter Cannes und Nizza, durchdringen den Film, indem sie Farbe annehmen. Vor allem … schafft er es, eine gute, prickelnde Handlung, einige überzeugende Charakterisierungen und überzeugendes menschliches Verhalten herüberzubringen.”
Halliwell’s Film Guide schimpfte, es handele sich hierbei um einen „unglaublich altmodischen, romantischen, melodramatischen Quatsch“, während der Movie & Video Guide den Film ein „nicht überzeugendes, verworrenes Mordrätsel“ nannte.
Das Lexikon des Internationalen Films schrieb: „Dezent aufs feine Bild bedachte Salonkolportage: elegant und unglaubwürdig.“